# Notacanthus bonaparte
Notacanthus bonaparte is een straalvinnige vissensoort uit de familie van rugstekelalen (Notacanthidae). De wetenschappelijke naam van de soort is voor het eerst geldig gepubliceerd in 1840 door Risso.